# Saint-Andelain
Saint-Andelain é uma comuna francesa na região administrativa de Borgonha-Franco-Condado, no departamento Nièvre. Estende-se por uma área de 20,41 km². Em 2010 a comuna tinha 553 habitantes (densidade: 27,1 hab./km²).